# Thomas Elsbeth
Thomas Elsbeth (ur. ok. 1555 w Neustadt bei Coburg we Frankonii, zm. po 1624 prawdopod. w Jaworze)  – niemiecki kompozytor, autor motetów i wielu ewangelickich pieśni liturgicznych.
Działał we Frankfurcie nad Odrą, gdzie wydał pierwsze swoje utwory. Prawdopodobnie znał tam frankfurckiego kantora, kompozytora Bartholomäusa Gesiusa. Później przebywał i działał także we Wrocławiu, Legnicy (w latach 1606-1616), a następnie Jaworze.
Thomas Elsbeth skomponował ok. 150 motetów i ok. 100 pieśni do tekstów łacińskich i niemieckich. Nie ulegał popularnemu w epoce baroku wpływowi stylu włoskiego i nie stosował w swoich utworach basso continuo. Swoje pieśni i motety komponował zarówno w fakturze homofonicznej jak i polifonicznej. Pieśni utrzymane są w stylu chorału protestanckiego, zwykle w układzie na 3-5 głosów, motety niekiedy mają większą obsadę, czasem na 6-8 głosów.